# Veselka (Kněževes)
Veselka je malá vesnice, část obce Kněževes v okrese Blansko. Nachází se asi 2 km na jihovýchod od Kněževsi. Je zde evidováno 29 adres. Trvale zde žije 24 obyvatel. Ves je vesnickou památkovou zónou.
Veselka leží v katastrálním území Veselka u Olešnice o rozloze 2,08 km2.

## Galerie

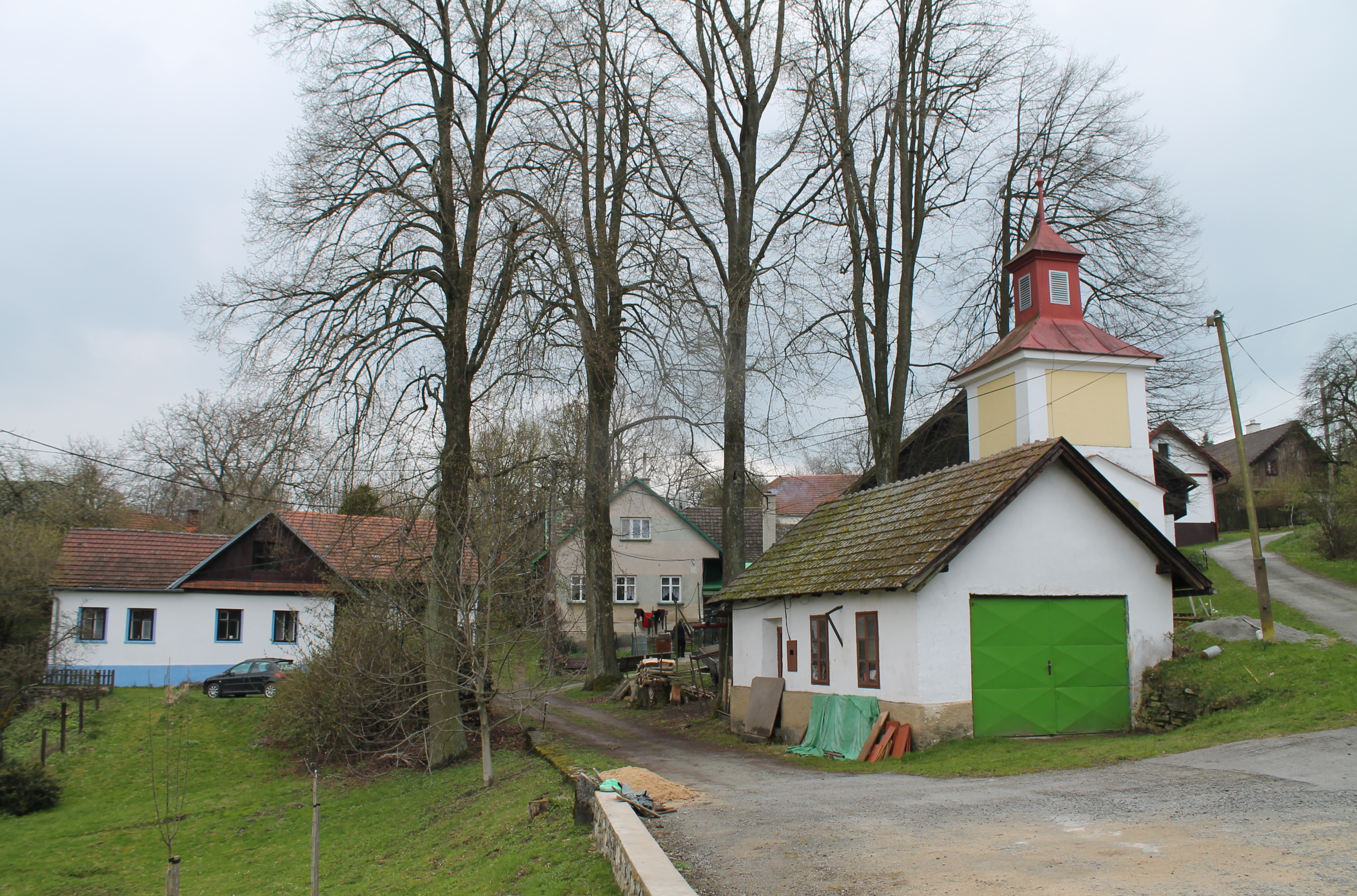
Náves se zvonicí
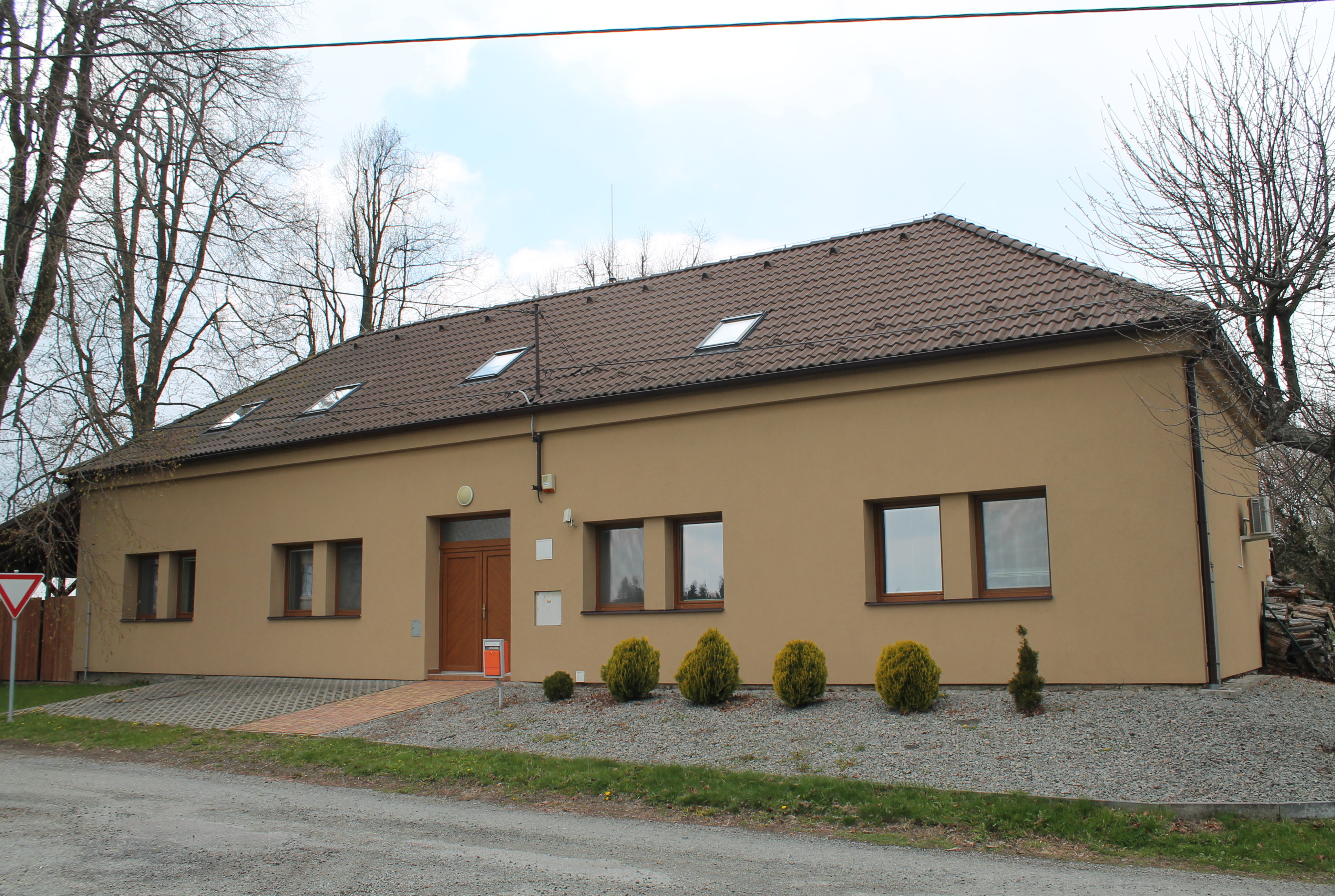
Bývalá základní škola
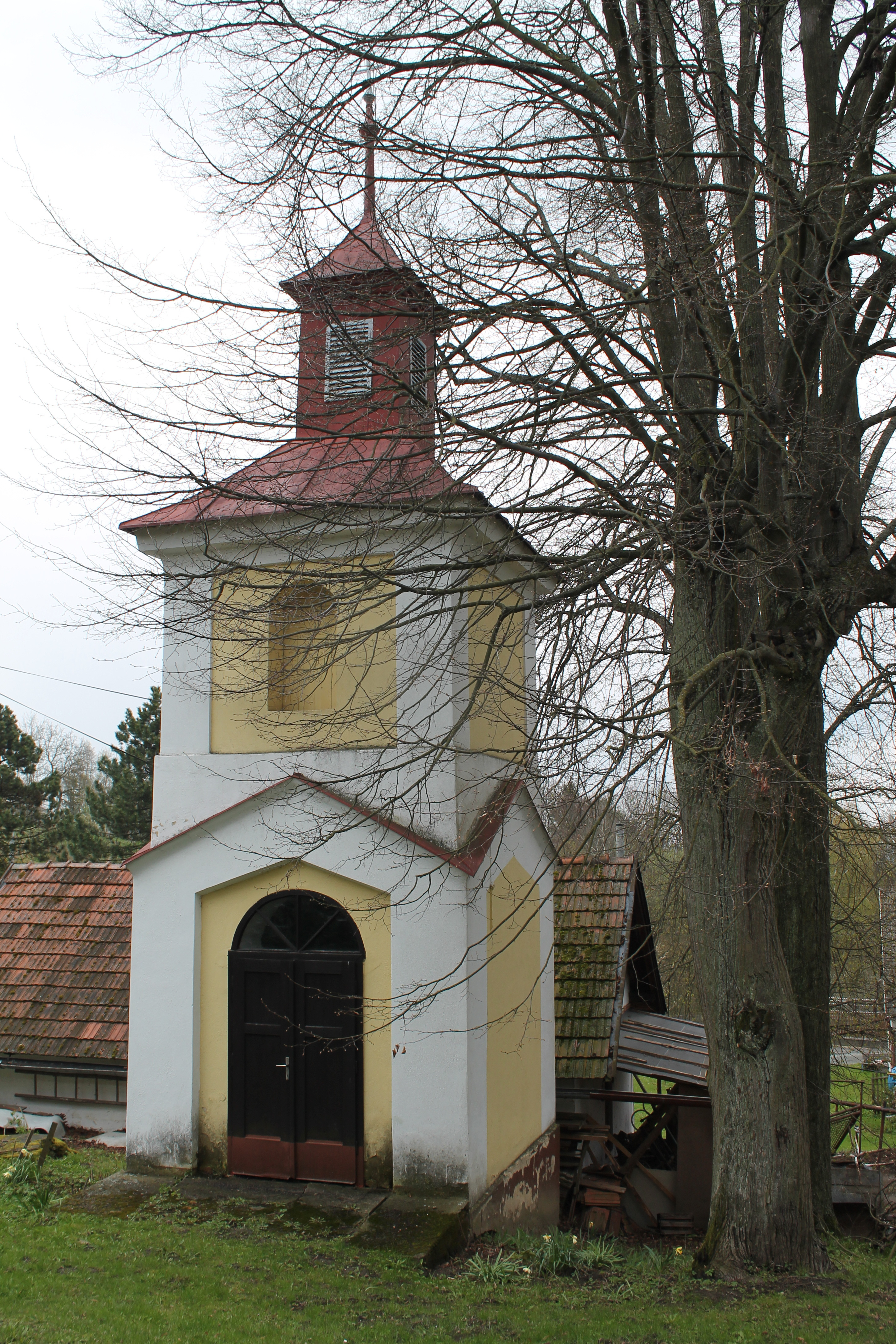
Zvonice
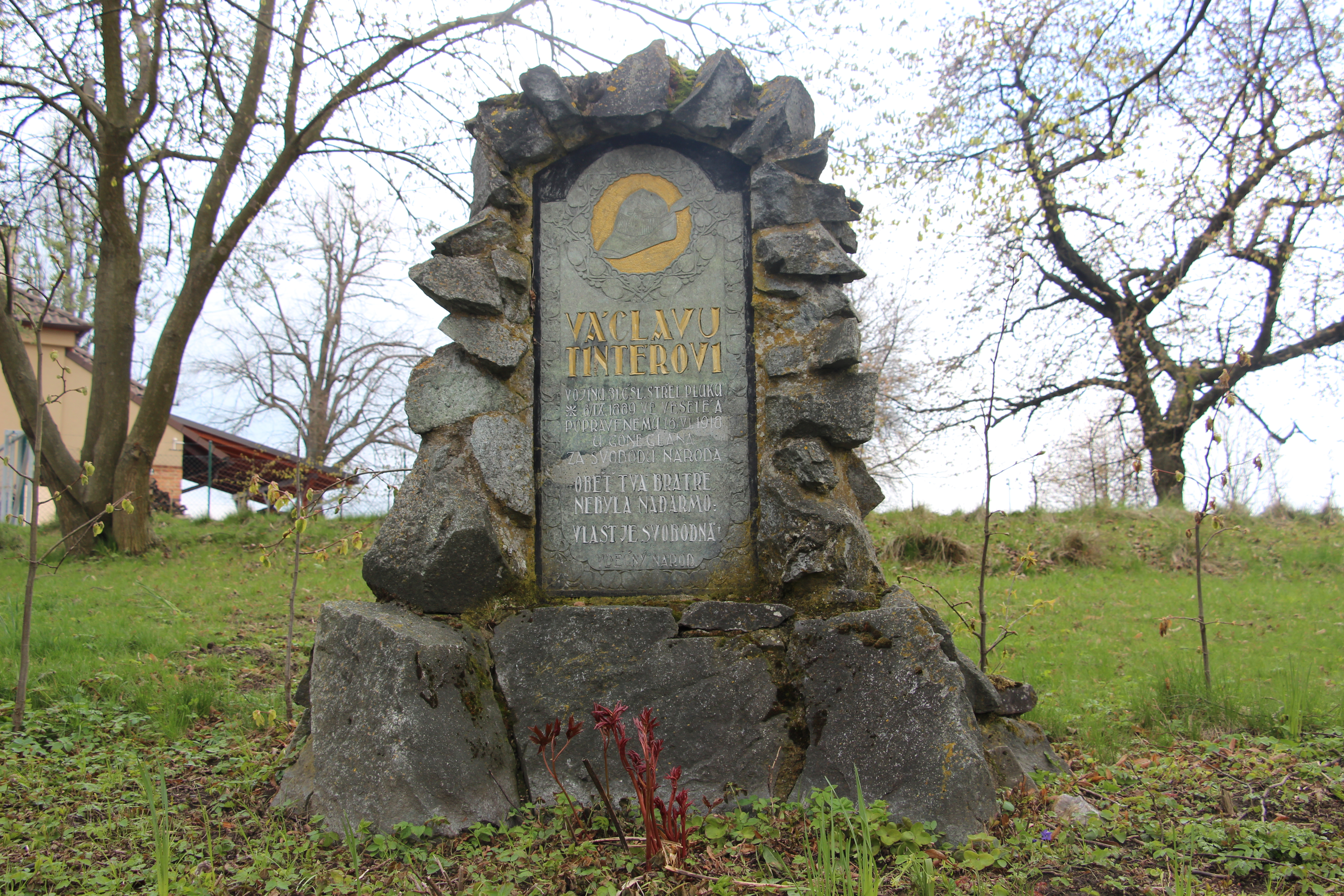
Pomník Václavu Tiňtěrovi
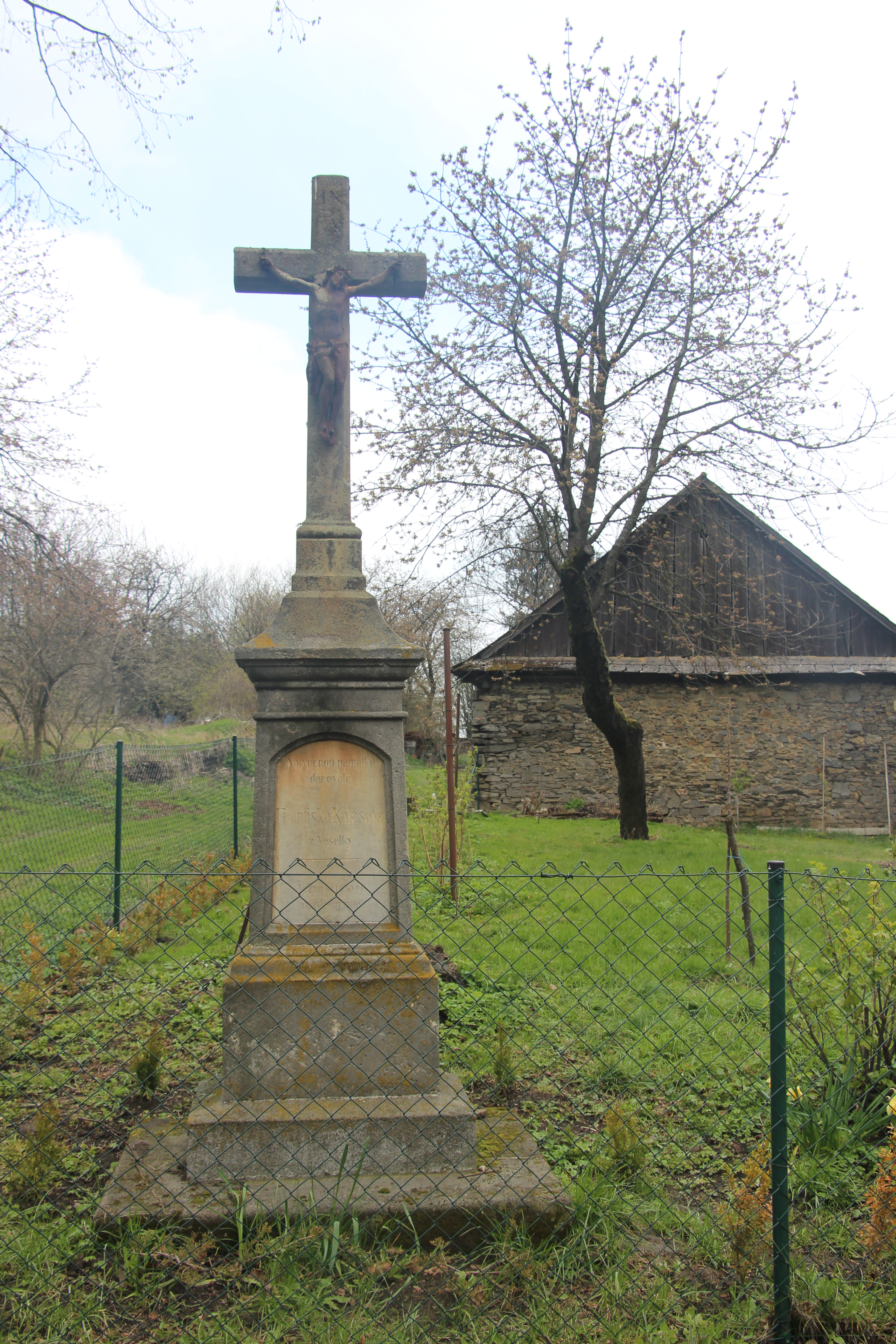
Kříž ve vsi